# Ceratophysella wrayia
Ceratophysella wrayia är en urinsektsart som först beskrevs av Uchida och Tamura 1968.  Ceratophysella wrayia ingår i släktet Ceratophysella och familjen Hypogastruridae. Inga underarter finns listade i Catalogue of Life.